# Jamaica nos Jogos Paralímpicos
A Jamaica participou pela primeira vez dos Jogos Paralímpicos em 1968. Por outro lado, o país nunca participou de uma edição dos Jogos Paralímpicos de Inverno.